# What’s the 411?
What’s the 411? — дебютный студийный альбом американской певицы Мэри Джей Блайдж, выпущенный 28 июля 1992 года на лейблах Uptown и MCA Records. Подписав контракт с лейблом Uptown Records, Блайдж начала сотрудничество с продюсером Пафф Дэдди. Шесть песен с альбома, в том числе «You Remind Me» и «Real Love», были выпущены синглами.
Альбом достиг шестой строчки в чарте Billboard 200 и добрался до вершины чарта Top R&B/Hip-Hop Albums. В США продажи альбома составили 3.4 миллиона копий и он был сертифицирован как трёхкратно-платиновый от Американской ассоциации звукозаписывающих компаний (RIAA). Он получил преимущественно положительные отзывы критиков, которые отметили «сильный, душещипательный вокал» Блайдж. Они также похвалили её за «идеальное сочетание хип-хопа и соула», за что в дальнейшем она получила прозвище «Королева хип-хоп-соула».

## История создания и запись альбома
В возрасте 17 лет, Мэри Джей Блайдж записала кавер-версию песни Аниты Бейкер «Caught Up in the Rapture». Трек был записан в одном из местных торговых центров. Позже, друг её матери показал кассету с песней исполнителю и менеджеру лейбла Uptown Records Джеффу Редду , который тот в свою очередь показал её главе лейбла Андре Харрелу. В 1990 году Блайдж встретилась с Харрелом и спела эту же песню для него вживую. Затем она подписала контракт с Uptown и стала одной из самых молодых исполнителей на лейбле. Она также стала третьей исполнительницей лейбла женского пола после Finesse N' Synquis.
Подписав контракт с лейблом Uptown Records, Блайдж начала сотрудничество с продюсером Пафф Дэдди. Он выступил исполнительным продюсером альбома и спродюсировал большинство песен. Одноимённая песня альбома названа в честь номера телефона 4-1-1, служащего справочником содействия, где Блайдж когда-то работала мобильным оператором. Название также означает, что вскоре Блайдж согласилась на «более выгодную сделку». Музыка альбома была описана как «очень откровенная для того времени». Блайдж была замечена за свой «жёсткий характер и „сладкозвучные“ песни».
Альбом начинается с трека «Leave a Message», который представляет собой голосовое сообщение Мэри Джейн. В песне используются ударные инструменты. Следующие две композиции «Reminisce» и «Real Love» — меланхоличные песни, в которых преобладает хип-хоп-звучание. Также в альбом вошла кавер-версия песни Чаки Хан «Sweet Thing».

## Критика
| Оценки критиков               | Оценки критиков |
| Источник                      | Оценка          |
| ----------------------------- | --------------- |
| AllMusic                      | [ 8 ]           |
| Chicago Tribune               | [ 12 ]          |
| Роберт Кристгау               | [ 13 ]          |
| Encyclopedia of Popular Music | [ 14 ]          |
| Entertainment Weekly          | A               |
| Los Angeles Times             | [ 16 ]          |
| MusicHound R&B                | 3/5             |
| The Rolling Stone Album Guide | [ 9 ]           |

## Коммерческий успех альбома
Альбом достиг шестой строчки в чарте Billboard 200 и добрался до вершины чарта Top R&B/Hip-Hop Albums. Он также достиг 53 позиции в британском чарте UK Albums Chart. В США продажи альбома составили 3.4 миллиона копий и он был сертифицирован как трёхкратно-платиновый от Американской ассоциации звукозаписывающих компаний (RIAA). По состоянию на август 2010 года продажи альбома в США составляют 3 318 000 копий.

## Список композиций
| №   | Название                                                         | Автор(ы)                       | Продюсер(ы)          | Длительность |
| --- | ---------------------------------------------------------------- | ------------------------------ | -------------------- | ------------ |
| 1.  | «Leave a Message»                                                | Шон «Паффи» Комбс, Тони Дуфат  | Комбс, Дуфат         | 3:38         |
| 2.  | «Reminisce»                                                      | Кени Грин, Дейв Холл           | Холл, Комбс          | 5:24         |
| 3.  | «Real Love»                                                      | Марк Моралес, Кори Руни        | Моралес, Руни        | 4:32         |
| 4.  | «You Remind Me»                                                  | Холл, Эрик Милтир              | Холл                 | 4:19         |
| 5.  | «Intro Talk» (совместно с Бастой Раймс)                          | Дуфат, Баста Раймс             | Дуфат, Комбс         | 2:17         |
| 6.  | «Sweet Thing»                                                    | Чака Хан, Тони Майден          | Моралес, Руни        | 3:46         |
| 7.  | «Love No Limit»                                                  | Грин, Холл                     | Холл                 | 5:01         |
| 8.  | «I Don't Want to Do Anything» (совместно с K-Ci Hailey и Jodeci) | Дэванте Свинг                  | Дэванте Свинг        | 5:52         |
| 9.  | «Slow Down»                                                      | Руни, Моралес, Джозеф Э. Келли | Моралес, Руни        | 4:33         |
| 10. | «My Love»                                                        | Грин, Холл                     | Холл                 | 4:14         |
| 11. | «Changes I've Been Going Through»                                | Комбс, Моралес, Руни           | Комбс, Моралес, Руни | 5:15         |
| 12. | «What's the 411?» (совместно с Grand Puba)                       | Дуфат, Максвелл Диксон         | Дуфат, Комбс         | 4:13         |

## Чарты и сертификации

### Недельные чарты
| Страна/Чарт (1992)           | Высшая позиция | Сертификация                    |
| ---------------------------- | -------------- | ------------------------------- |
| Великобритания               | 53             | Серебряный (60 000 копий)       |
| США                          | 6              | 3× Платиновый (3 000 000 копий) |
| США (Top R&B/Hip-Hop Albums) | 1              | 3× Платиновый (3 000 000 копий) |